# Туризм в Руанде
Туризм в Руанде в настоящее время восстанавливается после геноцида тутси в 1994 году. В 2010 году страну посетило 666 тысяч туристов, что принесло $200 млн (рост на 14 % по сравнению с 2009 годом) .

## Достопримечательности Руанды
В Руанде имеется много интересных достопримечательностей, по стране организуются тематические экскурсии, которые проводят сертифицированные гиды. Экскурсии проводятся к вулканам, водопадам, в тропические леса и национальные парки, а также на сафари. В стране действует три национальных парка — Национальный парк Бирунга, Национальный парк Акагера и Лес Ньюнгве. На границе между Руандой и Демократической Республикой Конго расположено одно из Великих Африканских озёр — озеро Киву.
Отели в Руанде, как правило, значительно дороже, чем в соседних Уганде и Танзании. В основном отели расположены в столице — Кигали, и находятся в ценовом диапазоне от $50 за ночь. Наиболее известным является «Hôtel des Mille Collines», давший сюжет фильму «Отель „Руанда“». Отель в настоящее время открыт после масштабной реконструкции.